# 베를린 3부작
베를린 3부작(Berlin Trilogy)은 영국의 싱어송라이터 데이비드 보위가 연달아 발매한 스튜디오 음반 3장으로 구성되어 있다. 《Low》(1977년), 《"Heroes"》(1977년), 《Lodger》(1979년). 이 음반들은 보위가 1976년 말 서베를린에 거주하면서 미국의 프로듀서 토니 비스콘티, 영국의 프로듀서 브라이언 이노와 협력하여 전자, 크라우트록, 앰비언트, 월드 뮤직의 요소들을 실험하는 것을 본 후에 녹음되었다.
보위는 《"Heroes"》가 이 도시에서 주로 녹음된 유일한 작품임에도 불구하고, 《Lodger》 홍보 기간 동안 이 세 음반을 베를린 중심 3부작으로 언급하기 시작했다. 각각의 음반은 영국 톱 5에 도달했다. 보위는 나중에 3부작의 음악을 자신의 "DNA"라고 부르곤 했다. 《컨시퀀스 오브 사운드》는 3부작을 "아트 록 3연승"로 특징 지었고, 《롤링 스톤》은 베를린 3부작을 "작가의 영향력 있는 규범에서 가장 혁신적인 음악 중 일부로서 우뚝 서 있다"고 썼다.